# Tomasz Lulek
Tomasz Lulek (ur. 7 kwietnia 1954 w Zakopanem) – polski aktor teatralny, telewizyjny i filmowy.

## Życiorys
W 1978 otrzymał dyplom ukończenia Państwowej Wyższej Szkoły Teatralnej im. Ludwika Solskiego w Krakowie i związał się z teatrami wrocławskimi: Współczesnym im. Edmunda Wiercińskiego (1978–1985) i Polskim (od 1985). Debiutował na dużym ekranie w dwóch filmach – wojennym Pawła Komorowskiego Elegia (1979) jako chorąży i kryminalnym Romana Załuskiego Wściekły (1979).
Po udziale w filmie wojennym Wyrok śmierci (1980), wystąpił w dwóch serialach – Misja (1980) i Blisko, coraz bliżej (1982). W paradokumentalnym filmie wojennym Dzień czwarty (1984) wcielił się w postać Juliusza Wilczura-Garzteckiego. W komedii Romana Załuskiego Och, Karol (1985) pojawił się w niewielkiej roli nowego narzeczonego żony tytułowego bohatera. Znalazł się w obsadzie adaptacji opowiadań Stefana Grabińskiego – telewizyjnej Dom Sary (1985) i kinowej Problemat profesora Czelawy (1985).
Można go było zobaczyć w filmach: Sezon na bażanty (1985) Wiesława Saniewskiego, Na całość (1986) Franciszka Trzeciaka, wojennym Roberta M. Younga Triumf ducha (Triumph of the Spirit, 1989) u boku Willema Dafoe, Białe małżeństwo (1992) Magdaleny Łazarkiewicz i Tato (1995) Macieja Ślesickiego z Bogusławem Lindą.
W 1994 i 1995 został uhonorowany nagrodą Brązowej Iglicy. Wystąpił potem w niemieckim serialu Telefon 110 (Polizeiruf 110, 1994), telenoweli Zaklęta (1997) z udziałem piosenkarki Urszuli, sitcomie Polsat Świat według Kiepskich (2000) i jego odcinku pt. Inteligentni Konsumenci (2003). Użyczył swojego głosu w hiszpańskim serialu animowanym Kropelka – przygody z wodą (Narigota, 2002). Popularność przyniosła mu kreacja doktora Antoniego Turczyka, lekarza ginekologa w Szpitalu Kolejowym w operze mydlanej Polsatu Pierwsza miłość (2004). Pojawił się także gościnnie w serialu Polsat Fala zbrodni (2003, 2007) i sitcomie TVN Hela w opałach (2006).
W 2011 wystąpił w teledysku do utworu „Lucifer” formacji Behemoth. W kultowym cyklu dokumentalnym w koprodukcji z National Geographic Channel Sensacje XX wieku Bogusława Wołoszańskiego (2015) wcielił się w postać Sigismunda Besta.
Związany z aktorką Haliną Rasiakówną. Ich synami są Łukasz i Marcin.

## Filmografia
- 1975: Mimika (etiuda szkolna) – obsada aktorska
- 1979: Wściekły – Franciszek Ajewski, toruńska ofiara Wściekłego
- 1979: Elegia (film) – chorąży
- 1980: Wyrok śmierci – oficer niemiecki na odczycie Himmlera
- 1980: Misja (serial telewizyjny 1980) – bohater
- 1980: Ikrucka historia (spektakl telewizyjny) – chłopak
- 1980: Głosy – Krzysiek, student Marka
- 1982: Blisko, coraz bliżej – Antoni Pasternik, syn Franciszka (odc. 2)
- 1983: Synteza (film) – dziennikarz w holowizorze
- 1984: Dzień czwarty – Juliusz Garztecki
- 1985: Sezon na bażanty – ulotkarz
- 1985: Problemat profesora Czelawy – Kokos
- 1985: Och, Karol – nowy narzeczony Marii
- 1985: Dom Sary – fagas
- 1986: Na całość – podejrzany
- 1988: Odejście głodomora (spektakl telewizyjny) – Alter
- 1989: Triumf ducha – więzień
- 1991: Witaj Max, czyli renowacja (spektakl telewizyjny) – Max
- 1991: Herkules i stajnia Augiasza (spektakl telewizyjny) – sprzątacz
- 1992: Gra o brzasku (spektakl telewizyjny) – facet
- 1992: Białe małżeństwo – oficer
- 1992–1993: Kartoteka rozrzucona. Próby (spektakl telewizyjny) – członek
- 1995: Tato – policjant
- 1995: Bajka o żelaznym wilku (spektakl telewizyjny) – Dytko
- 1996: Rip van Winkel (spektakl telewizyjny) – kelner
- 1996: Improwizacje Wrocławskie (spektakl telewizyjny) – Bogar
- 1997: Zaklęta – Arendt
- 1997: Imanuel Kant (spektakl telewizyjny) – Antykapitan
- 1999: Orzeszek (etiuda szkolna) – sprzedawca
- 2000: Świat według Kiepskich – spiker (odc. 44)
- 2001: Realista (etiuda szkolna) – bankier
- 2003: Świat według Kiepskich – redaktor (odc. 153)
- 2003, 2007: Fala zbrodni – adwokat Mastula i Kastora (odc. 7); komendant główny policji (odc. 91-92)
- 2004-2016: Pierwsza miłość – doktor Antoni Turczyk
- 2006: Hela w opałach – Janusz, kasjer na dworcu (odc. 14)
- 2008: Świat według Kiepskich – redaktor (odc. 292)
- 2009: Świat według Kiepskich – aktor (odc. 309)
- 2010: Ratownicy – turysta (odc. 4)
- 2011: Sala samobójców – właściciel psa
- 2012: Świat według Kiepskich – dziennikarz (odc. 393)
- 2012: Sęp (film) – Borowicz
- 2012: Na dobre i na złe – Jan Zborowski, mąż Marii (odc. 481)
- 2013: Śliwowica (film) – doktor Antoni Turczyk
- 2013: Prawo Agaty – trener drużyny Jazgara (odc. 49)
- 2013: Blondynka – Leopold Szulc (odc. 14-26)
- 2014: Przyjaciółki (serial telewizyjny 2012) – ojciec Wojtka (odc. 31, 46)
- 2016: Sekret Herberta Klose raz jeszcze – sekretarz
- 2017: Świat według Kiepskich – generał niemiecki (odc. 520)
- 2018: Ostatni raport – nowicjusz
- 2018: Atlas (film) – doktor Marek
- 2019: Lombard. Życie pod zastaw – Stanisław, klient lombardu (odc. 194)
- 2021: M jak miłość – Mariusz Jaszewski

## Odznaczenia
- 2010: Brązowy Krzyż Zasługi[11]